# Бо (Морбијан)
Бо (фр. Baud) насеље је и општина у северозападној Француској у региону Бретања, у департману Морбијан која припада префектури Понтиви.
По подацима из 2011. године у општини је живело 6.059 становника, а густина насељености је износила 125,99 становника/km². Општина се простире на површини од 48,09 km². Налази се на средњој надморској висини од 88 метара (максималној 157 m, а минималној 22 m).

## Демографија
| 1962. | 1968. | 1975. | 1982. | 1990. | 1999. | 2006. | 2011. |
| ----- | ----- | ----- | ----- | ----- | ----- | ----- | ----- |
| 4.547 | 4.814 | 4.989 | 4.925 | 4.658 | 4.932 | 5.134 | 6.059 |

График промене броја становника у току последњих година